# Elytrimitatrix linsleyi
Elytrimitatrix linsleyi là một loài bọ cánh cứng trong họ Cerambycidae.